# Astronotus crassipinnis
Astronotus crassipinnis (Heckel, 1840) é uma espécie de peixe sul-americano da família dos ciclídeos da bacia amazônica meridional e das bacias do Paraná – Paraguai.  Conhecido como Oscar-Açu, "Oscar Bumblebee ", "Oscar BBB", "O outro Oscar", "Fat Oscar". Conhecido no comércio de aquários, mais cobiçado do que seu parente, o oscar comum (A. ocellatus), de distribuição mais setentrional.  A. crassipinnis atinge até 25 cm de comprimento.
É uma das três espécies do peixe Oscar, primo do A. ocellatus (Agassiz, 1831), muito conhecido no aquarismo, e do A. mikoljii (Astronotus mikoljii Lozano, Lasso-Alcalá, Bittencourt, Taphorn, Perez & Farias, 2022), que foi recém descrito na Colômbia e Venezuela.
Tem como origem a América do Sul e está distribuído na Bacia do rio Amazonas, bacia do rio Paraná e bacia do Paraguai. Vale lembrar que a distribuição da espécie está desatualizada, podendo ocorrer em outras localidades.
Possui hábito alimentar onívoro e em seu ambiente natural a dieta é composta de pequenos peixes, crustáceos, vermes e larvas de insetos, ocasionalmente frutos e sementes. Em cativeiro, aceita bem as rações comerciais e outros alimentos, assim como no ambiente natural.
Aquário com dimensões MÍNIMAS de 100 cm X 40 cm X 50 cm (200 litros). As medidas indicadas referem-se para criação de apenas um indivíduo ou um casal formado.

## Etimologia
O nome do gênero formado por uma junção de palavras Astronotus vem das palavras gregas "Astra", que significa raio, e "Noton", que significa costas. O epiteto específico crassipinnis vem das palavras gregas "Crassus" veio da palavra gordura e "Pinna" significa peixe.

## Classificação
• Domínio: Eukaryota
• Reino: Animalia ou Metazoa
• Filo: Chordata
• Classe: Actinopterygians (peixes com nadadeiras raiadas).
• Família: Cichlidae. (Ciclídeos)
• Subfamília: Astronotinae.
• Gênero: Astronotus
• Espécie: Astronotus crassipinnis

## Distribuição
América do Sul: partes do sul do Amazonas (alto rio Madeira) e bacias do alto Paraguai; introdução em outros lugares. Coincide com o Astronotus Ocellatus nas bacias amazônicas ao passar pelo Peru, Colômbia, Brasil e Paraguai, embora o Astronotus crassipinnis seja nativo da Bolívia e da Argentina. Eles foram encontrados na Flórida, ocupando um nicho ecológico que não lhes pertencia, deslocando a fauna nativa e existente. Sendo um peixe combativo de médio-grande porte, a prática da pesca desportiva tem facilitado o “repovoamento” descontrolado para este fim por parte de amadores.
Bentopelágicos, vivem em áreas com vegetação, troncos e raízes suficientes.

## Forma
Formato oval, comprimido lateralmente e de tamanho grande. Suas nadadeiras são muito desenvolvidas, principalmente as nadadeiras dorsal e anal que chegam ao final da nadadeira caudal, sendo esta última arredondada. As duas espécies que compõem o gênero Astronotus possuem, como os demais ciclídeos, dentes nas mandíbulas, mas também têm a particularidade de também possuírem dentição na placa faríngea. Os primeiros são menores e mais afiados, servem para capturar, ou “amarrar” a presa, enquanto os segundos são maiores e são responsáveis por esmagar o alimento.

## Alimentação
Eles são Acaras e possuem estratégias que utilizam para se alimentar, peneiram o sedimento de fundo em busca de pequenos invertebrados, como minhocas, larvas de insetos, caramujos, caranguejos e afins. Para digeri-los possuem “dentes faríngeos” que os ajudam a esmagar os espinhos, e as cascas antes de levar o alimento ao estômago se destacam como alimento habitual (dependendo das áreas), também é significativo que comam. rebentos ou folhas de rebentos jovens, bem como frutos que podem cair na água e que podem constituir uma parte significativa da dieta alimentar. Em cativeiro, é fácil acostumá-los a alimentos secos, sejam furúnculos, palitos, até flocos, embora também possam comer alimentos vivos, como pequenos peixes herbáceos (há países que proíbem esse comércio), e mexilhões, invertebrados congelados. também leve-os com facilidade. A alimentação de pequenos animais vivos tem contraindicação, pois a transmissão de doenças é muito comum. Se o exemplar que temos for silvestre, a princípio pode ser difícil para ele mudar seus hábitos alimentares, e teremos que acostumá-lo alternando a alimentação com minhocas, minhocas e alguns pequenos camarões ou caranguejos. Recomenda-se que A. crassipinnis tenha uma ingestão nutricional vegetal; caso não os retire diretamente do sortimento de diversas escamas, pode ser complementado com aqueles que suas presas ingere, como mexilhões (algas).

## Coloração
A cor base é cinza escuro, Amarelo fosco, laranja fosco e até preto, apresentando faixas verticais definidas de cinza claro, amarelo ou branco. O olho falso ou ocelo é branco com bordas cinza ou preto com bordas laranja escuro. Os olhos são destaques nesta espécie, sendo verdes.

## Dimorfismo sexual
Não são visíveis a olho nu, não há dimorfismo sexual aparente entre machos e fêmeas, o que dificulta muito a seleção de parceiros.

## Comportamento
Na natureza, tanto Astronotus Ocellatus quanto Astronotus crassipinnis pescam em águas calmas, passando a maior parte do dia inativos e em poleiros cobertos por vegetação, galhos e raízes. É o caso de vê-los apoiados de bruços no chão quando não se sentem assediados, isso é tomado ou interpretado como uma posição de “confiança”. Ao mesmo tempo, estes peixes possuem um grande número de predadores, sejam peixes ou aves de rapina, entre outros. É aqui que o ocelo da barbatana caudal ganha força, pois faz com que estes predadores concentrem o seu ataque no errado. coloque no peixe e não é vital. Embora os Astronotus sejam peixes basicamente pacíficos, eles podem se tornar extremamente combativos se entenderem que outro peixe está tentando usurpar todo ou parte de seu território. Eles irão confrontar e tentar dissuadir seu oponente sacudindo com força suas caudas e falsos arrebatamentos, enquanto abrem suas bocas grandes. Ambos os espécimes podem ficar presos à boca e, por meio de fortes cabeçadas e caudas, mostram toda a sua força até recuar. Seu caráter é um pouco mais forte do que o de A. ocellatus, de acordo com as pessoas que o mantiveram. Se tivermos um par estabelecido de Astronotus, e a fêmea se sentir atraída pelo macho, eles também poderão participar da luta territorial, embora de forma mais gentil. É um dos poucos peixes que reconhece o seu “dono” e é fácil habituá-lo a tirar comida da mão.

## Tamanho
No estado adulto e em liberdade pode atingir 25 cm, em cativeiro já houve exemplares de 20 cm. Os machos costumam ser um pouco maiores e possuem cores mais definidas.

## No aquário
A espécie é mais rara no aquarismo, onde às vezes são conhecidos como  "Oscar Bumblebee ", "Oscar BBB", "oscars gordos". Quando aparecem, são frequentemente confundidos com o óscar selvagem comum (A. ocellatus).
São peixes robustos e de fácil adaptação a aquários. O fundo pode ser de areia e cascalho, pois gostam muito de movimentar tudo o que encontram, seja para procurar comida ou por curiosidade. Devemos ter atenção especial a qualquer objeto frágil, como termômetros e aquecedores, sendo aconselhável utilizar algum tipo de protetor, pois é normal que sejam atacados. Todo o sistema de entrada/saída de água em direção aos nossos filtros também deve estar muito bem fixado, pois podem se movimentar pelo mesmo motivo. Algumas pedras grandes e troncos deverão ser alternados para facilitar a criação de referências territoriais. São poucas as plantas que resistem ao empurrão de um Astronotus, e é muito comum que sejam empurradas e esticadas até serem arrancadas, mesmo quando estão amarradas ou presas a troncos. Uma possibilidade é o musgo de Java, mas quando é um pouco comprido o caule tende a esticá-lo e quebrá-lo. Recomenda-se um tamanho mínimo de tanque de 100x40x50 cm, que seria de 200 l para um indivíduo ou 300 l para casal. Procure sempre garantir que mesmo que haja mais litros, essas são as medidas mínimas. Serão necessários equipamentos de filtragem potentes e renovação frequente de água, já que seus movimentos intestinais são abundantes. O ideal seria uma boa filtração mecânica/biológica entre 15 e 20x o volume do aquário.
Tamanho mínimo do tanque: 200 L (para um indivíduo)
Nível de cuidado: Fácil
Temperamento: Semi agressivo
Resistência ao aquário: Resistente
Condições da água: 23-28 °C, KH 5-19, pH 6,0-8,0
Tamanho máximo: 20 cm
Forma de cor: Preto, Amarelo, Laranja, Vermelho
Dieta: Onívoro com tendência a Carnívoro
Compatibilidade: Tanque de espécie única (já tem relatos de outras espécies agressivas juntos)
Origem: Amazônia, América do Sul
Família: Cichlidae
Expectativa de vida: 10-15 anos
Nível de experiência do aquarista: Iniciante